# Pelecopsis bishopi
Pelecopsis bishopi là một loài nhện trong họ Linyphiidae.
Loài này thuộc chi Pelecopsis. Pelecopsis bishopi được miêu tả năm 1945 bởi Kaston.